# Joppa mesopyrrha
Joppa mesopyrrha är en stekelart som först beskrevs av Joseph Kriechbaumer 1898.  Joppa mesopyrrha ingår i släktet Joppa och familjen brokparasitsteklar. Inga underarter finns listade i Catalogue of Life.